# Автомобільна промисловість у Китаї

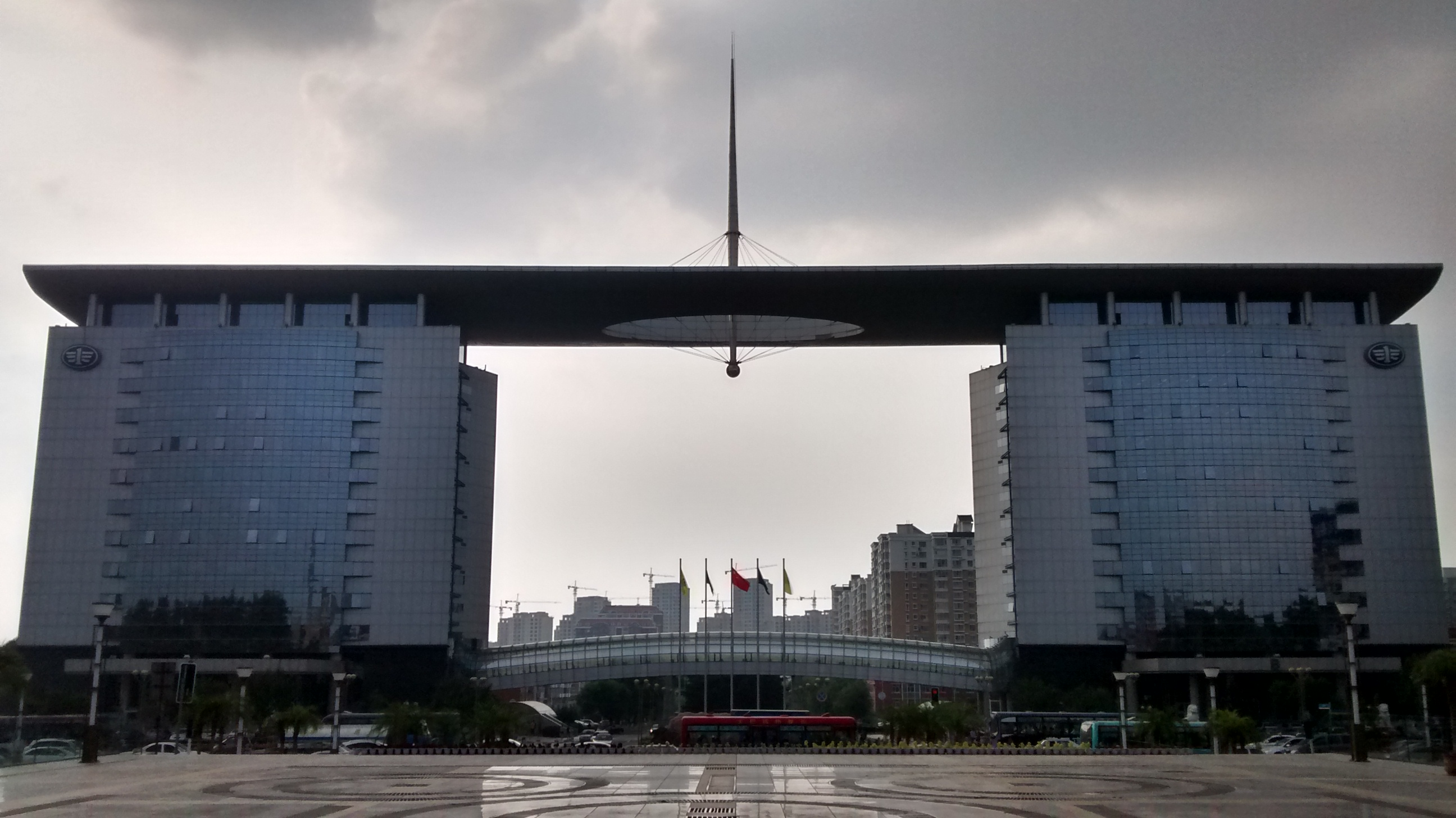
Корпорація FAW Group

Автомобільна промисловість Китаю (КНР) — галузь економіки Китаю (КНР).
Автомобільна промисловість Китаю має дещо більш ніж півстолітню історію. З початку 1990-х років вона розвивається дуже високими темпами. З 2008 року КНР є найбільшим авторинком в світі та найбільшим автовиробником в світі. З 2009 року Китай випускає автомобілів більше, ніж наступні два автовиробника (Сполучені Штати та Японія) разом узяті, або більше, ніж всі країни Європейського Союзу разом узяті.
У 2013 і 2014 роках вперше в світовій історії автомобільного виробництва для будь-якої країни Китай виробив понад 20 мільйони автомобілів — 22,1 млн та 23,7 млн одиниць відповідно. Хоча більшість автомобілів, вироблених у Китаї, продаються в Китаї, експорт досяг 814 300 одиниць у 2011 році.
Китай в даний час здатний виробляти повну лінійку автомобільної продукції. Основними китайськими компаніями є FAW, SAIC і Dongfeng. Іншими є Beijing Automotive Group, Brilliance Automotive, BYD, Chang'an (Chana), Geely, Chery, Jianghuai (JAC), Great Wall та GAC Group (Guangzhou Automobile Group). До кінця листопада 2006 року у Китаї було загалом 6,322 автомобільних підприємства.
Основною промисловою групою для китайської автомобільної промисловості є Китайська Асоціація Автомобільних Виробників (англ. China Association of Automobile Manufacturers, CAAM, кит. 中国汽车工业协会).

## Історія

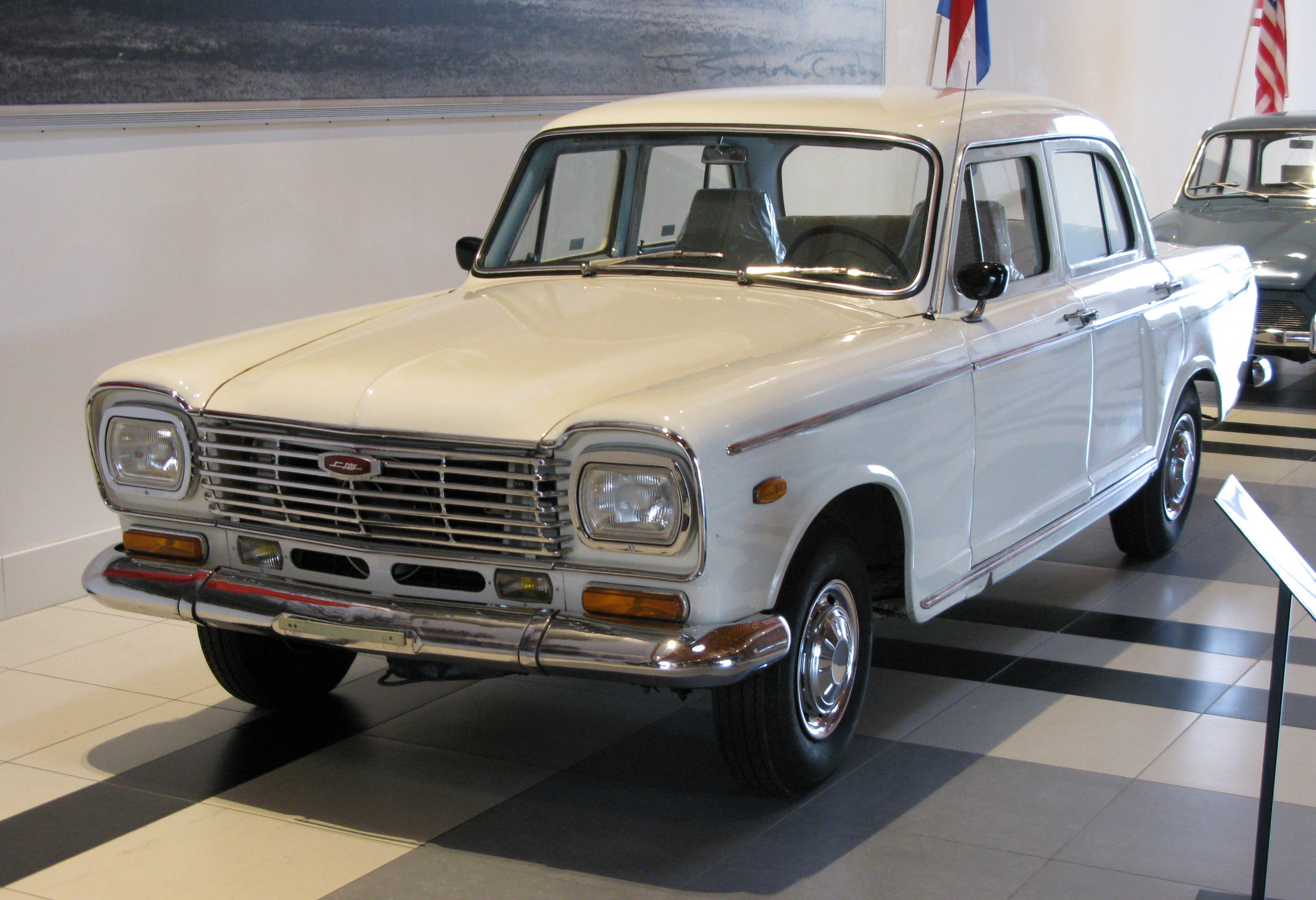
Shanghai SH760 (1958-1991 рр.)

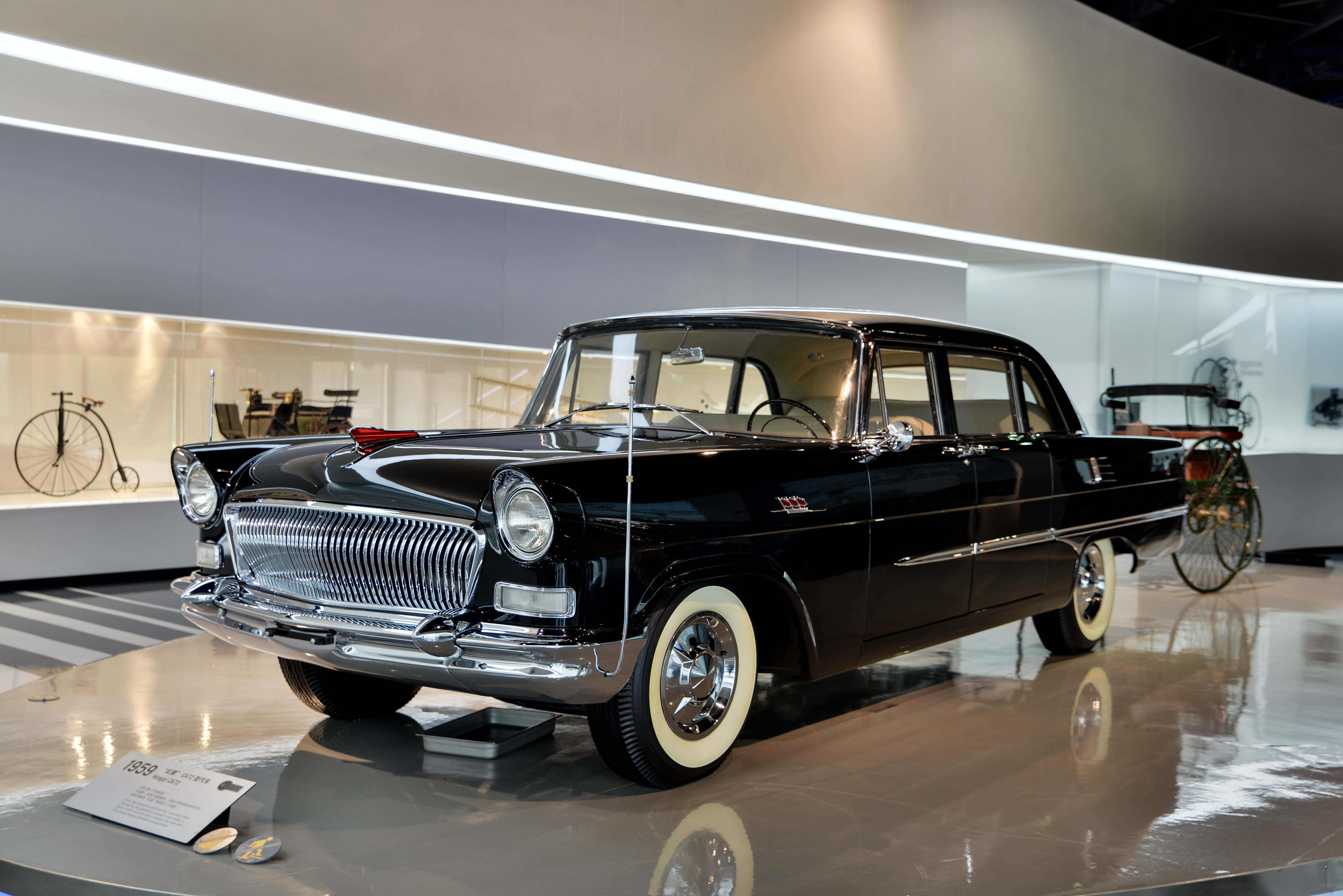
Hongqi CA72 (1958-1965 рр.)

### Зародження
- Чжан Сюелян заснував свій арсенал, в якому в 1931 році була вироблена одна вантажівка, названа Ming Sheng.
- 15 червня 1953 року прийнято вважати днем народження всього автопрому в КНР. Тоді в Пекіні розпочав свою роботу FAW.
- 1956: Перший Автомобільний Завод (англ. First Automobile Works). З першою вантажівкою Jiefang CA-30 почалося виробництво сучасного автомобільного заводу.[6]
- 10 березня 1958 року — перша вантажівка (NJ130) вантажопідйомністю в 2,5 тонни, заснована на ГАЗ-51, була вироблена в Нанкіні. Вона була названа Yuejin (Юецзінь, що означає «крок вперед») першим китайським міністерством промислового обладнання.
- Червень 1958: Nanjing Automobile Works, раніше підрозділ обслуговування транспортних засобів для армії, був створений. Виробництво вантажівок тривало до останньої вантажівки (NJ134), яка зійшла з конвеєра 9 липня 1987. Загальне виробництво було 161,988 одиниць (включаючи моделі NJ130, NJ230, NJ135 і NJ134).
- Кінець 1950-х років до 1960-х років: Кілька автомобільних заводів були створені в Нанкіні (сьогодні Nanjing Automobile (Group) Corporation), Шанхаї (сьогодні Shanghai Automotive Industry Corporation), Цзінані (перетворився у China National Heavy Duty Truck Group) та Пекіні (сьогодні Beijing Automotive Industry Holding Corporation).
- 1968: Другий Автомобільний Завод (англ. Second Automobile Works, пізніше Dongfeng Motor Corporation) був заснований.

### 1980-ті роки

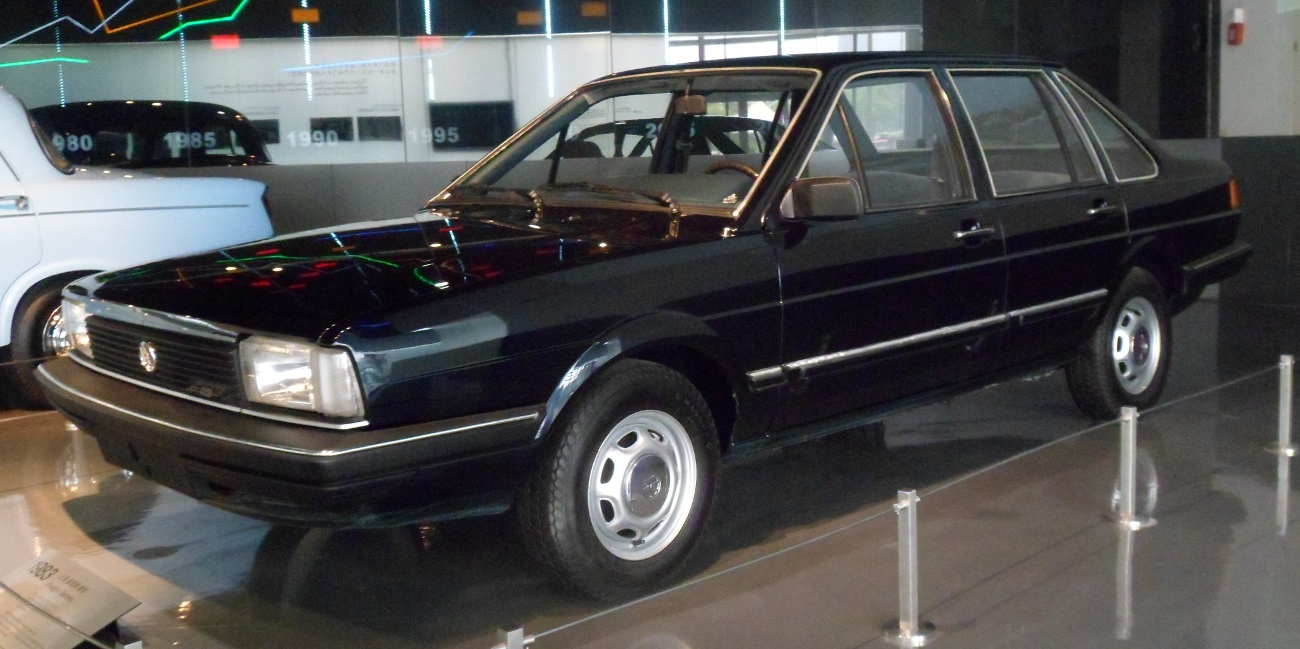
SAIC–Volkswagen Santana (1982-2012 рр.)

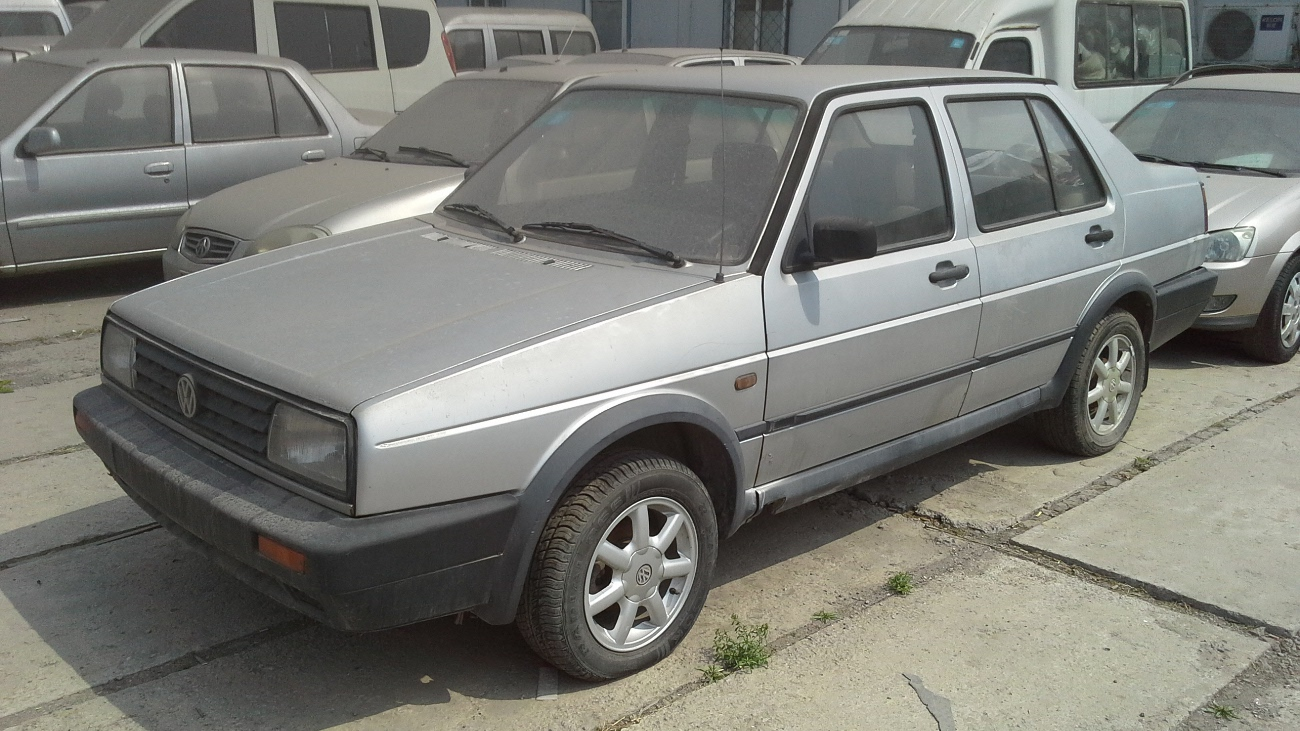
FAW–Volkswagen Jetta (1991-2013 рр.)

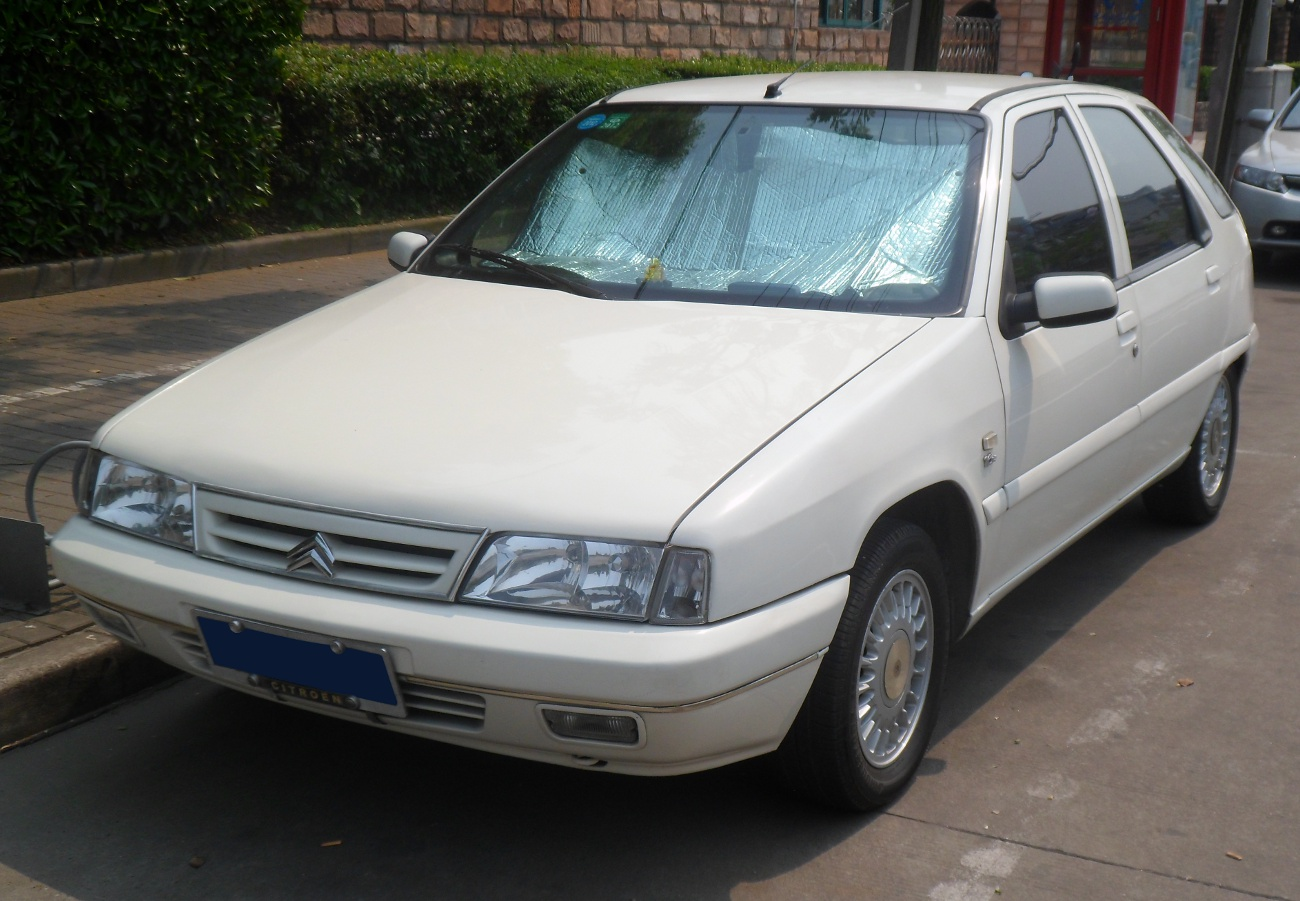
Dongfeng-Citroën Fukang (1994-2009 рр.)

Виробництво легкових автомобілів було незначною частиною загального виробництва автомобілів протягом перших трьох десятиліть соціалістичної економіки Китаю. Ще в 1985 році в країні було вироблено в цілому всього лише 5,200 автомобілів.
Оскільки внутрішнє виробництво було дуже обмеженим, підсумкові дані імпорту різко зросли, незважаючи на 260-відсоткове імпортне мито на іноземні автомобілі. До 1984 року домінуючим експортером автомобілів в Китай був Радянський Союз. У 1984 році експорт японських автомобілів в Китай збільшився в сім разів (з 10,800 до 85,000) і до середини 1985 року Китай став другим за величиною експортним ринком для Японії після США. Країна витратила близько 3 мільярди $, щоб імпортувати понад 350,000 транспортних засобів (в тому числі 106,000 легкових автомобілів і 111,000 вантажних автомобілів) лише у 1985 році. Три компанії таксі зокрема, зажадали японські автомобілі, такі як Toyota Crown і Nissan Bluebird.
Попри обмеження імпорту, Китай спробував збільшити місцеве виробництво за рахунок різних існуючих виробничих угод для складання легкових автомобілів на спільних підприємствах, а також додавання нових. У 1983 році American Motors Corporation (AMC, потім придбана Chrysler Corporation) підписали контракт терміном на 20 років, щоб виробляти свої моделі автомобілів Jeep в Пекіні. У наступному році німецький виробник Volkswagen підписав контракт на 25 років, щоб виробляти легкових автомобілі в Шанхаї, а також французький виробник Peugeot погодився на інший проект, щоб виробляти автомобілі в південному місті Гуанчжоу. Ці ранні спільні підприємства не дозволили китайцям отримати багато іноземних технологій.
Три великих спільних підприємства:
- Shanghai Automotive Industry Corporation — Volkswagen: Volkswagen Santana (середньорозмірний/компактний автомобіль).
- First Automobile Works — Volkswagen: Volkswagen Jetta (компактний автомобіль).
- Dongfeng Motor Corporation — Citroën: Citroën Fukang (компактний автомобіль).

Три невеликих спільних підприємства:
- Beijing Automotive Industry — Hyundai Motor — DaimlerChrysler: Jeep Cherokee (XJ).
- Guangzhou Automobile Industry Group — Peugeot: Peugeot 504 (згодом неіснуюча). Проте, в дев'яностих роках, Honda замінила Peugeot, як партнер Guangzhou Auto, і почала виробництво Accord, а пізніше Fit з величезним успіхом. У 2006 році він почав виробництво Toyota Camry також з великим успіхом. Провінція Гуандун в даний час є центром виробництва японських виробників в Китаї.
- Tianjin Automotive Industry — Daihatsu: Daihatsu Charade (з моменту злиття з FAW/Toyota у спільне підприємство).

### 1990-ті роки
У 1992 році річний обсяг виробництва автомобілів в КНР вперше перевищив один мільйон.
Кілька підприємств перейшли в автомобільну промисловість починаючи з 1994 року. Деякі з них походять з оборонної промисловості, такі як Chang'an Motors, Changhe, і Hafei Motor; деякі з них були розроблені зі старих державних компаній, таких як японсько-китайські BYD Auto, Brilliance China Auto, Chery Automobile і Changfeng Automobile. Іншими є приватні компанії, такі як Geely Automobile і Great Wall Motors.

### 2000-ні роки

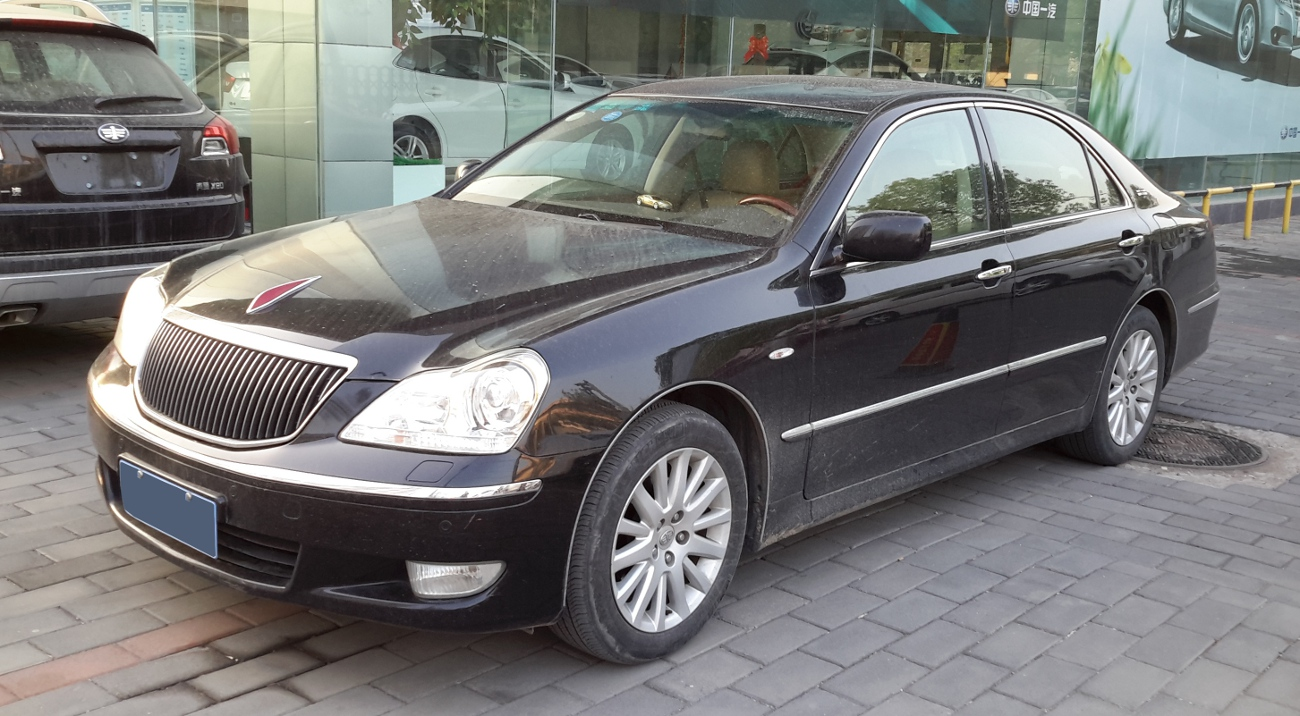
Hongqi HQ3 (2006-2010 рр.)

До 2000 року Китай виробляв понад два мільйони автомобілів. Після вступу в 2001 році Китаю в СОТ розвиток автомобільного ринку ще більше прискорився. У період між 2002 і 2007 роками зростання національного авторинку Китайської Народної Республіки становило в середньому 21 % або 1 млн машин в річному численні.
2003 рік став переломним у розвитку китайського автомобілебудування. На внутрішній і зовнішній ринки вийшла компанія «BYD» (Build Your Dreams), в перекладі — «Будуємо Вашу Мрію». В основі концепції нової компанії Бі-Уай-Ді відбилися такі принципи: «Власна розробка, власний дизайн».
У 2004 році виробництво автомобілів перевищило 5 мільйонів, а вже в 2009 році Китай виробив 13,76 млн транспортних засобів, обійшовши Японію і ставши найбільшим автомобільним виробником світу.

### 2010-ті роки
У 2010 році, як продажі, так і виробництво зросли ще відразу на третину і перевищили 18 млн одиниць. Вперше у світовій історії автовиробництва для будь-якої країни випуск перевищив планку в 15 млн автомобілів. Виробництво досягло 18,26 млн автомобілів, включаючи 11,6 млн легкових автомобілів, що дозволило зберегти і зміцнити перше місце в світі (в тому числі і з продажу легкових автомобілів), не тільки значно випередивши двох лідерів (США і Японію), які змінювали один одного попередні 40 років, але також випередивши і всі країни Євросоюзу разом узяті..

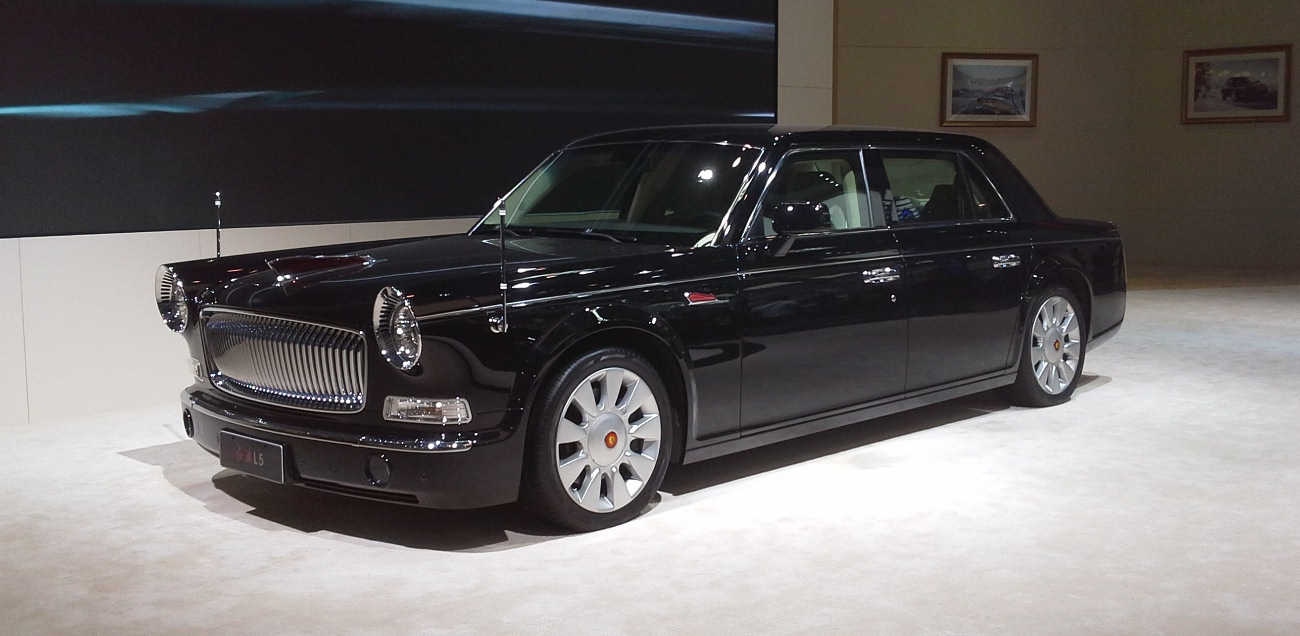
Hongqi L5 (2014 р.)

У 2011 році автомобільна промисловість Китаю зросла ще на кілька відсотків. Із загальної кількості 19,27 млн. одиниць, пасажирських автомобілів вироблено 14,89 млн. (+ 4,23% до рівня 2010 року), а комерційних — 3,93 млн. (- 9,93%). Обсяг продажів на автомобільному ринку Китаю в 2011 році склав 18,51 млн, що лише на 2,45% перевищує рівень 2010 року. Це пов'язано з припиненням дії державних програм стимулювання авторинку (підвищення до 10% податку з продажів на малолітражні автомобілі, згортання програми трейд-ін для селян і введення жорсткого кількісного обмеження зростання автопарку в найбільш перевантажених мегаполісах Шанхаї та Пекіні).
Продажі легкових автомобілів в 2011 році зросли на 5,19% до 14,47 млн, а комерційних автомобілів на 6,31% до 4,03 млн. Проте, навіть при кардинальному уповільненні темпів зростання виробництва і продажів в 2011 році Китай зберіг за собою безумовні лідируючі позиції як найбільшого світового автовиробника, так і найбільшого автомобільного ринку в світі, знову значно випередивши за даними показниками США (8,61 млн і 12,9 млн відповідно).

## Авторинок Китаю

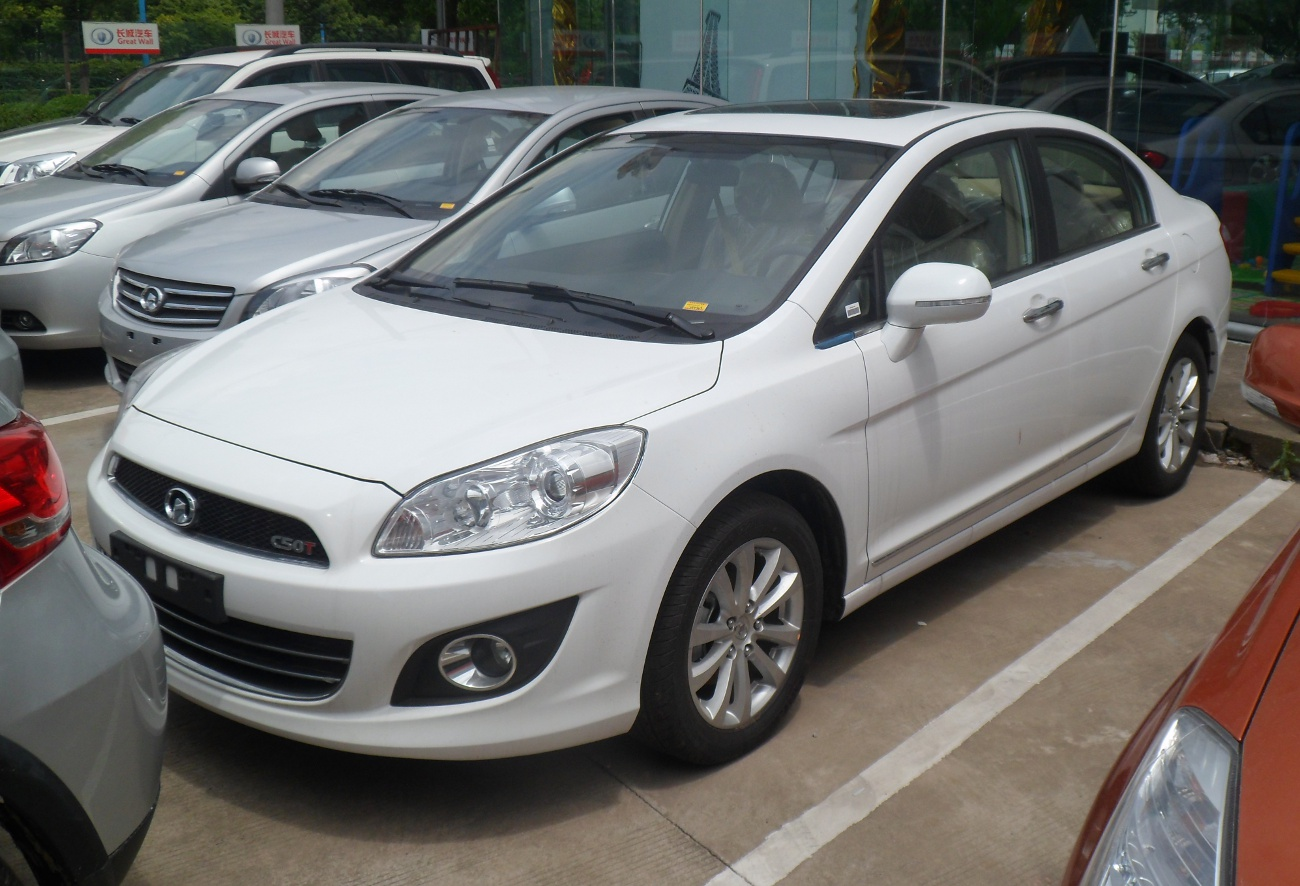
Great Wall Voleex C50

КНР обігнала Японію і стала другим у світі автомобільним ринком в 2006 році. У 2009 році Китай обійшов Сполучені Штати, ставши найбільшим в світі автомобільним ринком.. З 2009 року КНР є найбільшим авторинком у світі..
Близько половини (44,3% за даними 2009 року) з вироблених автомобілів складають місцеві бренди (BYD, Lifan, Chang'an, Geely, Chery, Hafei, Jianghuai, Great Wall, Roewe, FAW та інші), решта виробляються на спільних підприємствах з іноземними автовиробниками (такими як Volkswagen, Mitsubishi, General Motors, Hyundai, Nissan, Honda, Toyota та інші). Переважна частина автомобілів, вироблених в Китаї, продається на внутрішньому ринку. Так в 2009 році на експорт пішло тільки 369,6 тис. з 13,76 млн випущених автомобілів.
Кількість зареєстрованих транспортних засобів у Китаї досягла 62 млн в 2009 році, і, як очікується, перевищить 200 мільйонів до 2020 року. До 2011 року за даними Міністерства громадської безпеки Китаю національний парк автотранспортних засобів перевищив 100 млн. (випередивши Японію з 73,6 млн на кінець 2010 року) і ставши другим в світі після США.

## Виробники

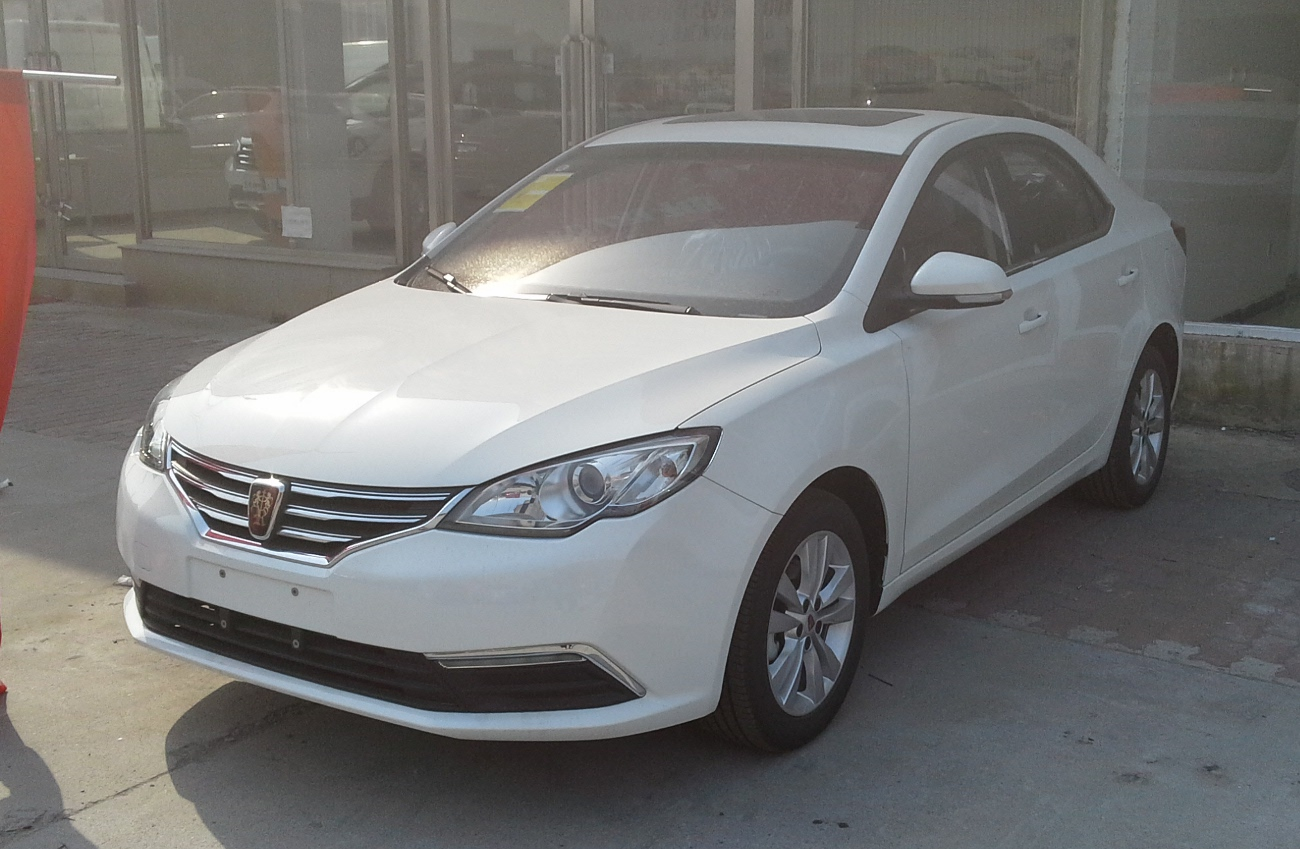
Roewe 360 (SAIC)

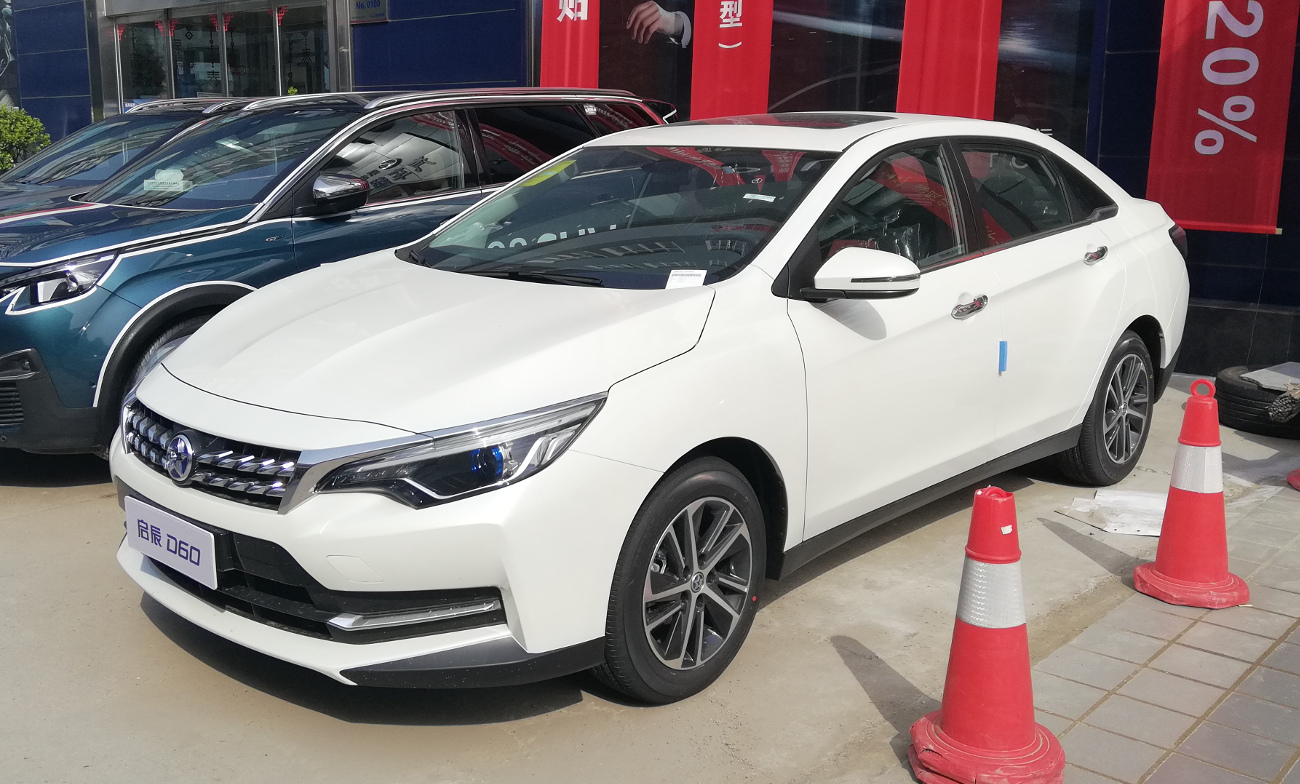
Venucia D60 (Dongfeng)

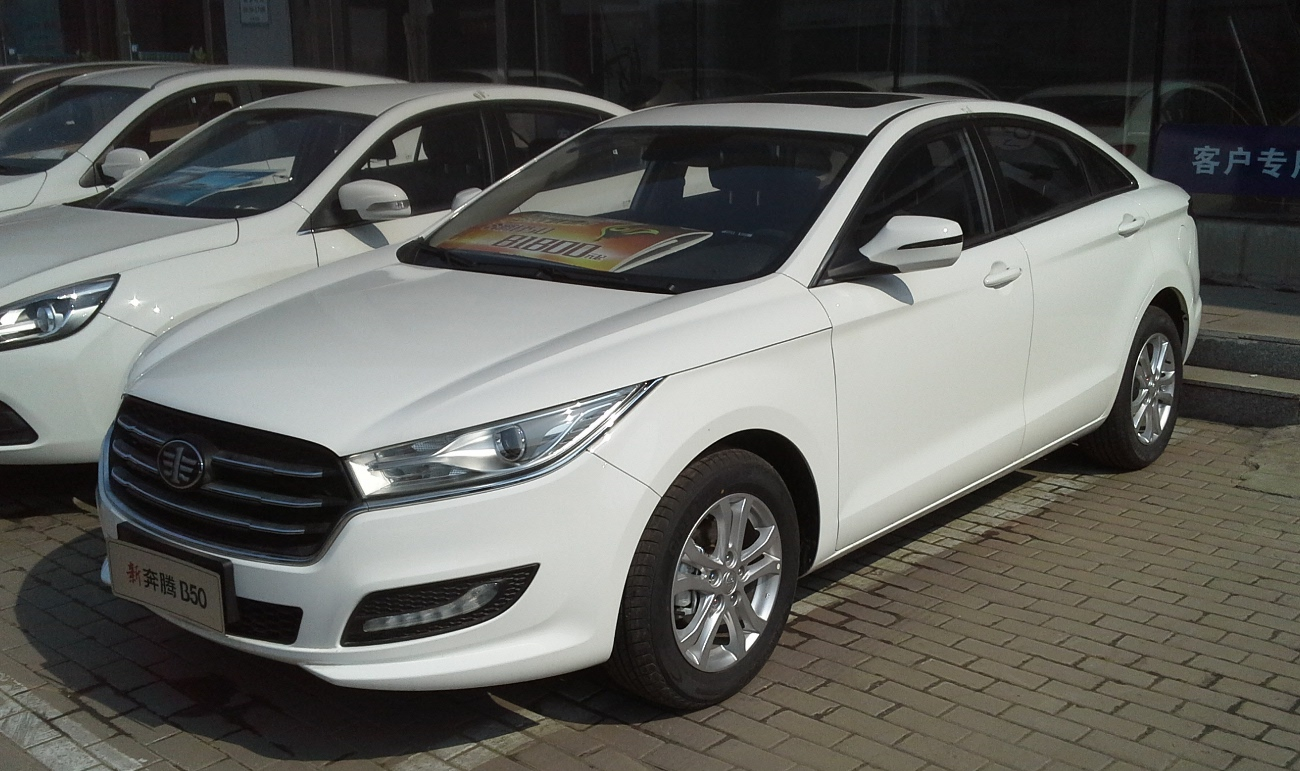
Besturn B50 (FAW)

Китай має свої традиційні "великі три" вітчизняні виробники автомобілів: Shanghai General Motors (SAIC Motor), Dongfeng Motor, First Automotive Works (FAW). Четверте місце, на якому був Changan Automobile, нещодавно зайняв виробник Beijing Auto (також відомий як BAIC Motor).
- 1. Shanghai General Motors (SAIC Motor) (кит. 上海 汽车 集团 股份有限公司), також відомий як SAIC (上汽) і SAIC-GM (上汽 通用), є китайською державною автомобільною виробничою компанією зі штаб-квартирою в Шанхаї, яка працює у спільному підприємстві з американськими компаніями General Motors. У 2014 році компанія мала найбільший обсяг виробництва для будь-якого китайського автовиробника, який становив більше ніж 4,5 мільйони автомобілів.[16] SAIC продає автомобілі під різними брендами. Бренди, що є ексклюзивними для SAIC, включають Maxus, MG, Roewe та Yuejin. Продукція, вироблена спільними підприємствами SAIC, реалізується під марками, включаючи Baojun, Buick, Chevrolet, Iveco, Škoda, Volkswagen та Wuling.

- 2. Dongfeng Motor Corporation (раніше відомий як Second Automobile Works (SAW)) (кит. 东风 汽车 公司, скорочено 东风) є китайським державним виробником автомобілів зі штаб-квартирою в Ухані. Компанія була другим за величиною китайським виробником автомобілів у 2014 році за обсягами виробництва, виробивши того року більше ніж 3,5 мільйони автомобілів.[16] Його власними брендами є Dongfeng, Venucia та Dongfen Fengshen. Спільні підприємства включають Cummins, Dana, Honda, Nissan, Infiniti, PSA Peugeot Citroën, Renault, Kia та Yulon.

- 3. FAW Group Corporation (також відомий як First Automotive Works (FAW)) (кит. 第一 汽车 集团, скорочено до 一汽) є китайською державною компанією з виробництва автомобілів зі штаб-квартирою в Чанчуні. У 2014 році компанія зайняла третє місце за обсягами випуску, який становив 2,7 мільйона автомобілів.[16] FAW продає продукцію щонайменше під десятьма різними брендами, включаючи власне FAW, а також Besturn/Bēnténg, Dario, Haima, Hongqi, Jiaxing, Jie Fang, Jilin, Oley, Jie Fang and Yuan Zheng та Tianjin Xiali. Спільні підприємства FAW продають Audi, General Motors, Mazda, Toyota та Volkswagen.

- 4. BAIC Group [17] (також відомий як Beijing Automotive Group Co. та Beiqi) (кит. 北汽 集团, скорочено 北汽), є державним підприємством та холдинговою компанією з кількох китайських виробників автомобілів та транспортних засобів, розташованих у Пекіні. У 2014 році компанія зайняла третє місце за обсягами виробництва у 2,6 мільйона автомобілів.[16] Його головними дочірніми компаніями є виробник легкових автомобілів BAIC Motor, виробник військової техніки та позашляховиків Beijing Automobile Works (BAW), а також виробник вантажних автомобілів, автобусів та сільськогосподарських машин Foton Motor. Материнською компанією BAIC є Державна комісія з нагляду за владними активами та державним управлінням (SASAC) у м. Пекін.

- 5. Chang'an Automobile Group (кит. 重庆 长安 汽车 股份有限公司, скорочено до 长安) є виробником автомобілів зі штаб-квартирою в місті Чунцін і є державним підприємством. У 2014 році компанія займає п'яте місце з випуску автомобілів, що становить 2,1 мільйони автомобілів у 2014 році. Компанія Changan розробляє, випускає, виробляє та реалізує легкові автомобілі, які продаються під брендом Changan та комерційні автомобілі, які продаються під брендом Chana. Іноземні спільні підприємства включають Suzuki, Ford, Mazda та PSA Peugeot Citroën.

Іншими відомими китайськими автомобільними виробниками є:
- 6. JAC (Jianghuai Automobile), шостий найбільший виробник у 2014 році,
- 7. Great Wall, сьомий найбільший виробник у 2014 році, найбільший виробник позашляховиків і головний експортер,
- 8. Chery Automobile, восьмий найбільший виробник у 2014 році, який експортує легкові автомобілі по всьому світу,
- 9. BYD Auto, дев'ятий найбільший виробник у 2014 році,
- 10. Geely Automobile, який був десятим найбільшим виробником у 2014 році і отримав свою назву від китайського слова "процвітаючий" (吉利).

## Марки китайських автомобілів

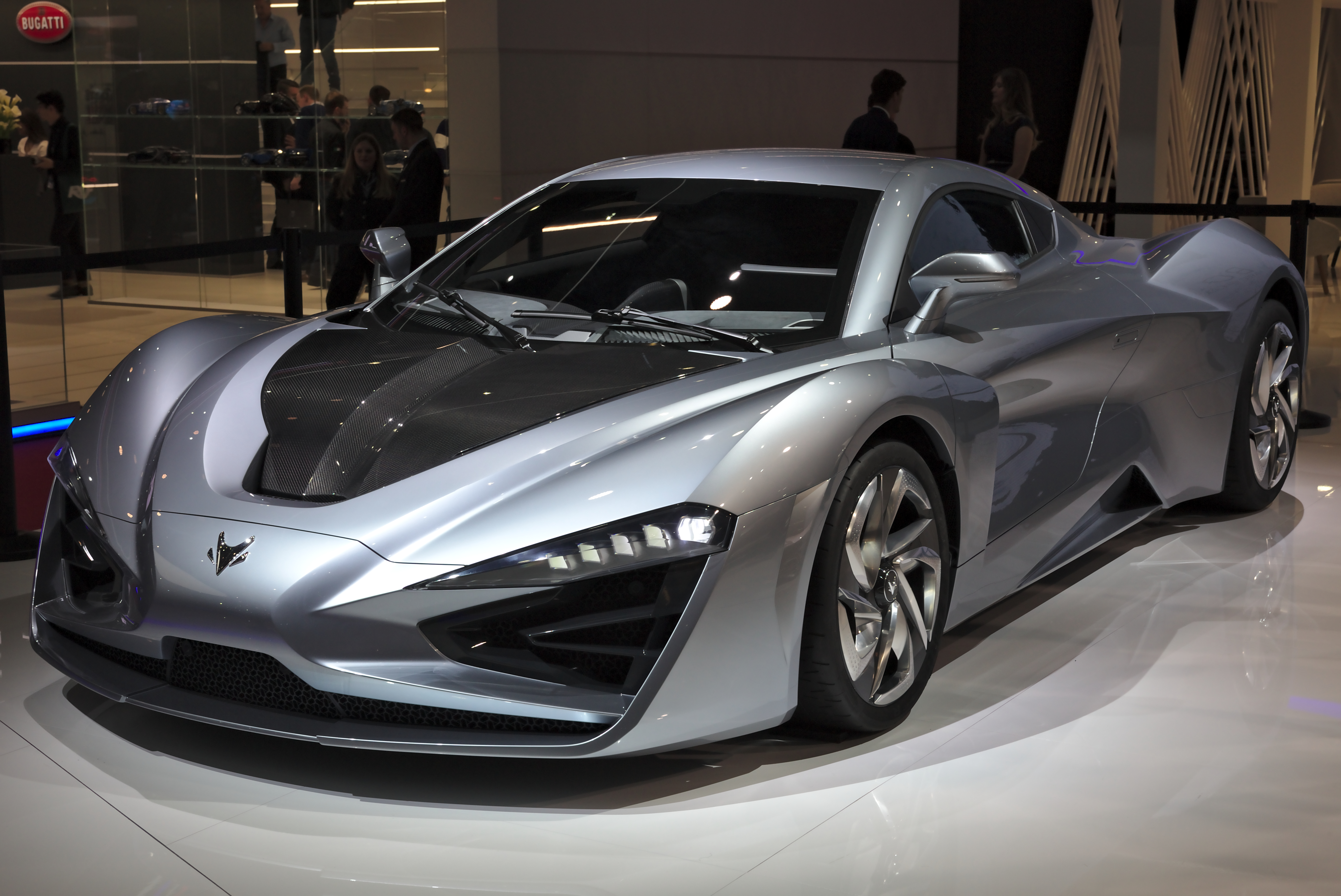
ArcFox GT

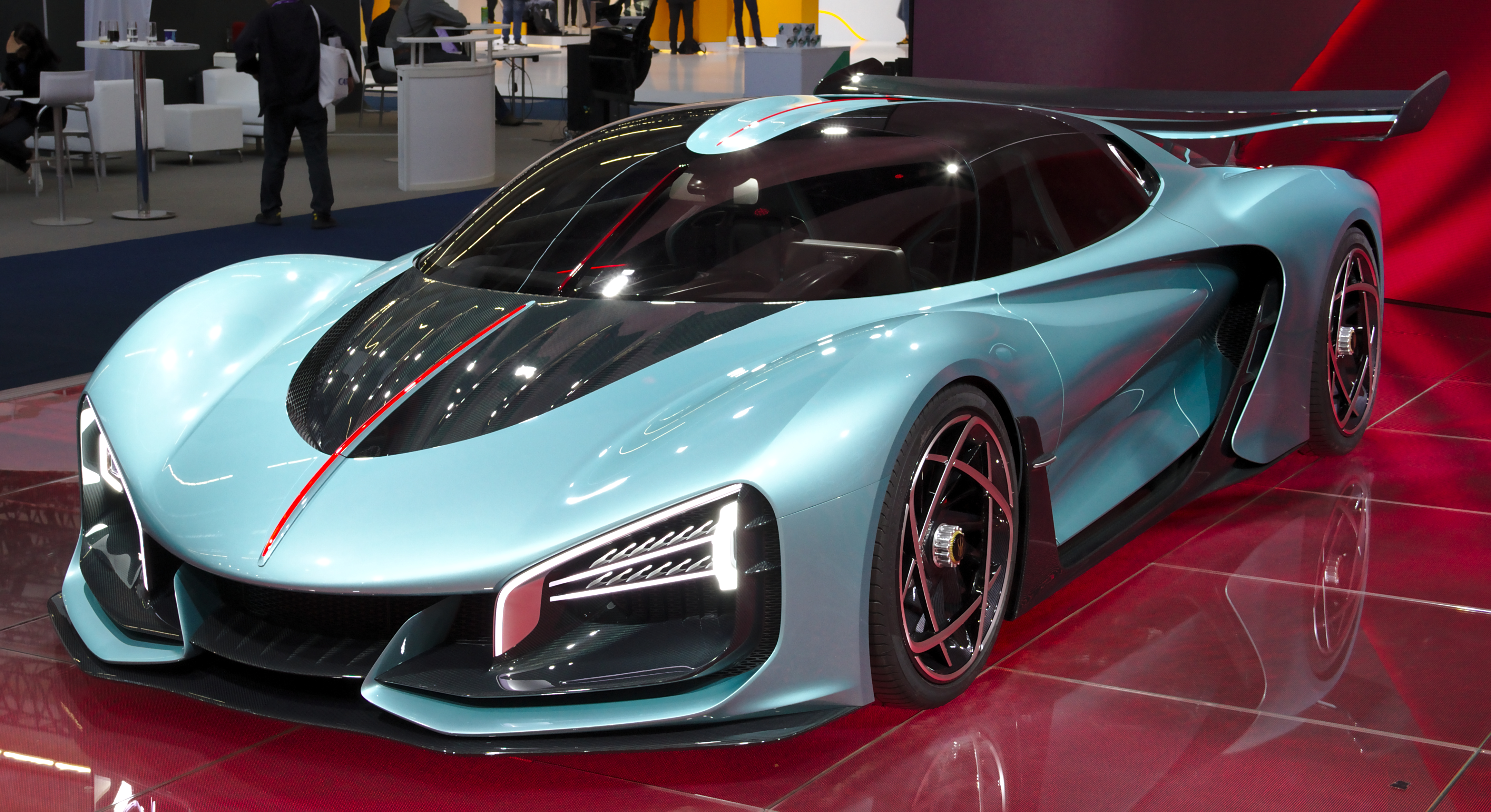
Hongqi S9

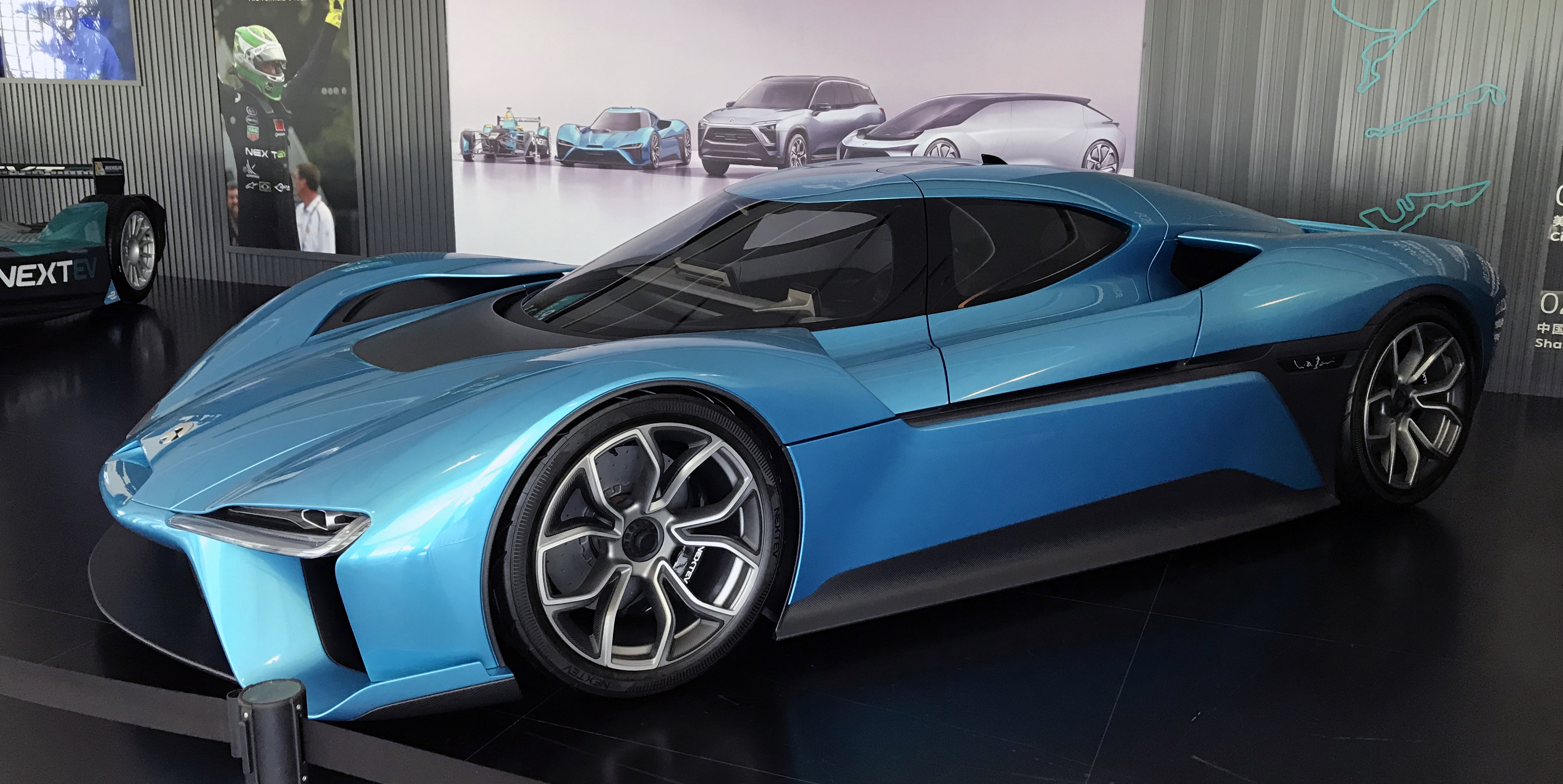
NIO EP9

- Aiways
- Aion
- Arcfox
- Asiastar
- BAIC
- Baojun
- BAW
- Brilliance
- BYD
- Changfeng
- Changan
- Chery
- Dadi
- Dongfeng
- Englon
- Emgrand
- FAW
- Hong Qi[en]
- Foton
- Fuqi
- GAC
- Geely
- Gleagle
- Gonow
- Great Wall Motors
- Groz
- Hafei
- Haima
- Haval
- Hawtai
- Huali[en]
- Huanghai
- JAC
- Jiangling
- Jiangnan
- Jonway
- Jinbei
- Karry
- Landwind
- Lifan
- Maxus
- Polarsun
- Qoros
- Rely
- Riich
- Roewe
- Shuanghuan
- SMA
- Soueast
- Tianma
- Venucia
- Wuling
- Xiali[en]
- Xinkai
- Yema
- Yougman
- Zotye
- ZX Auto

## Обсяг виробництва за роками

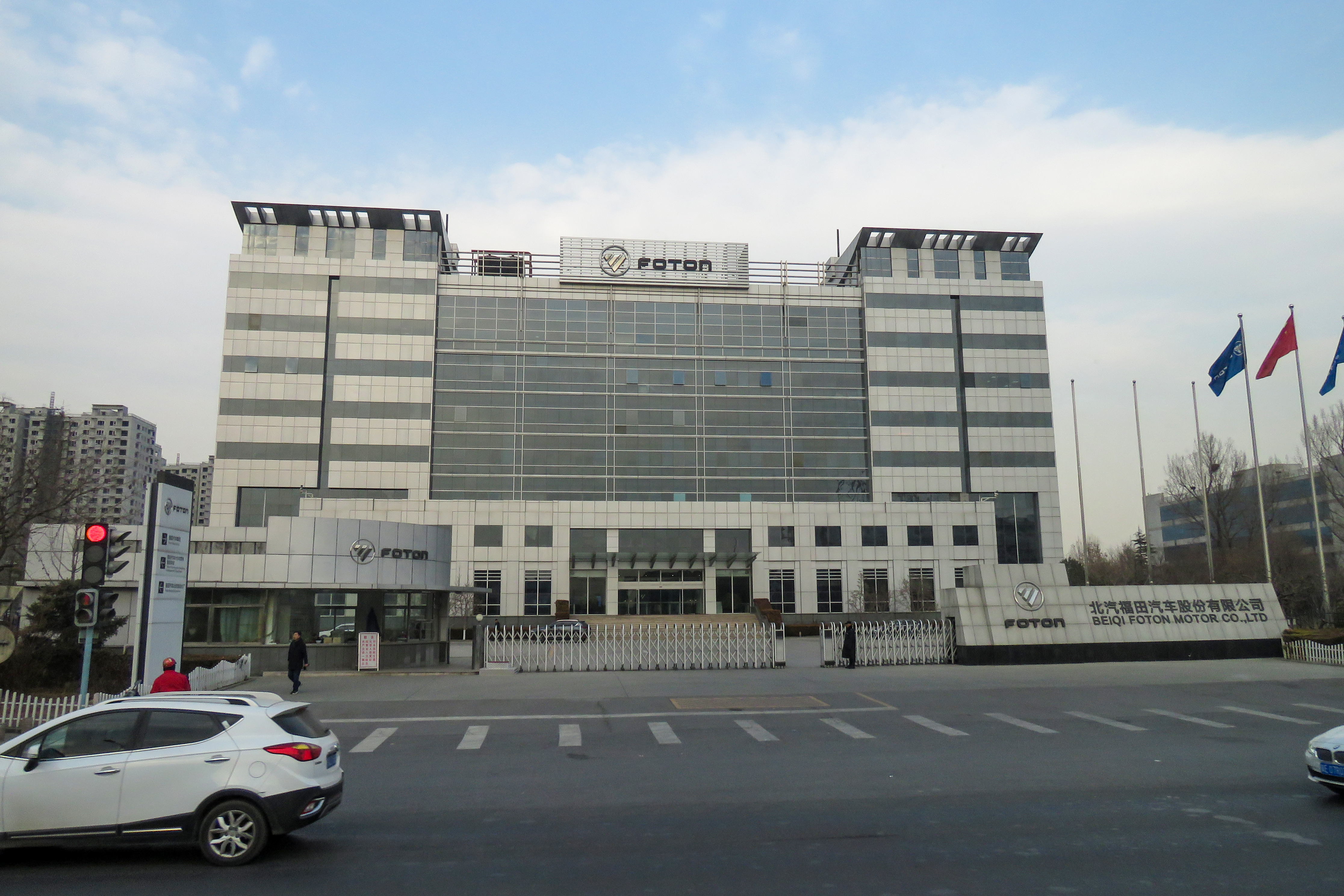
Foton Motor

| Рік  | Продукція (млн.) |
| ---- | ---------------- |
| 1992 | 1,0              |
| 1999 | 1,2              |
| 2000 | 2,07             |
| 2001 | 2,33             |
| 2002 | 3,25             |
| 2003 | 4,44             |
| 2004 | 5,07             |
| 2005 | 5,71             |
| 2006 | 7,28             |
| 2007 | 8,88             |
| 2008 | 9,35             |
| 2009 | 13,79            |
| 2010 | 18,06            |
| 2011 | 18,42            |
| 2012 | 19,27            |
| 2013 | 22,12            |
| 2014 | 23,72            |
| 2015 | 24,5             |
| 2016 | 28,12            |
| 2017 | 29,02            |